# 10949 Кенігштуль
10949 Кенігштуль (10949 Königstuhl) — астероїд головного поясу, відкритий 25 вересня 1960 року.
Тіссеранів параметр щодо Юпітера — 3,325.